# Af Pontins väg

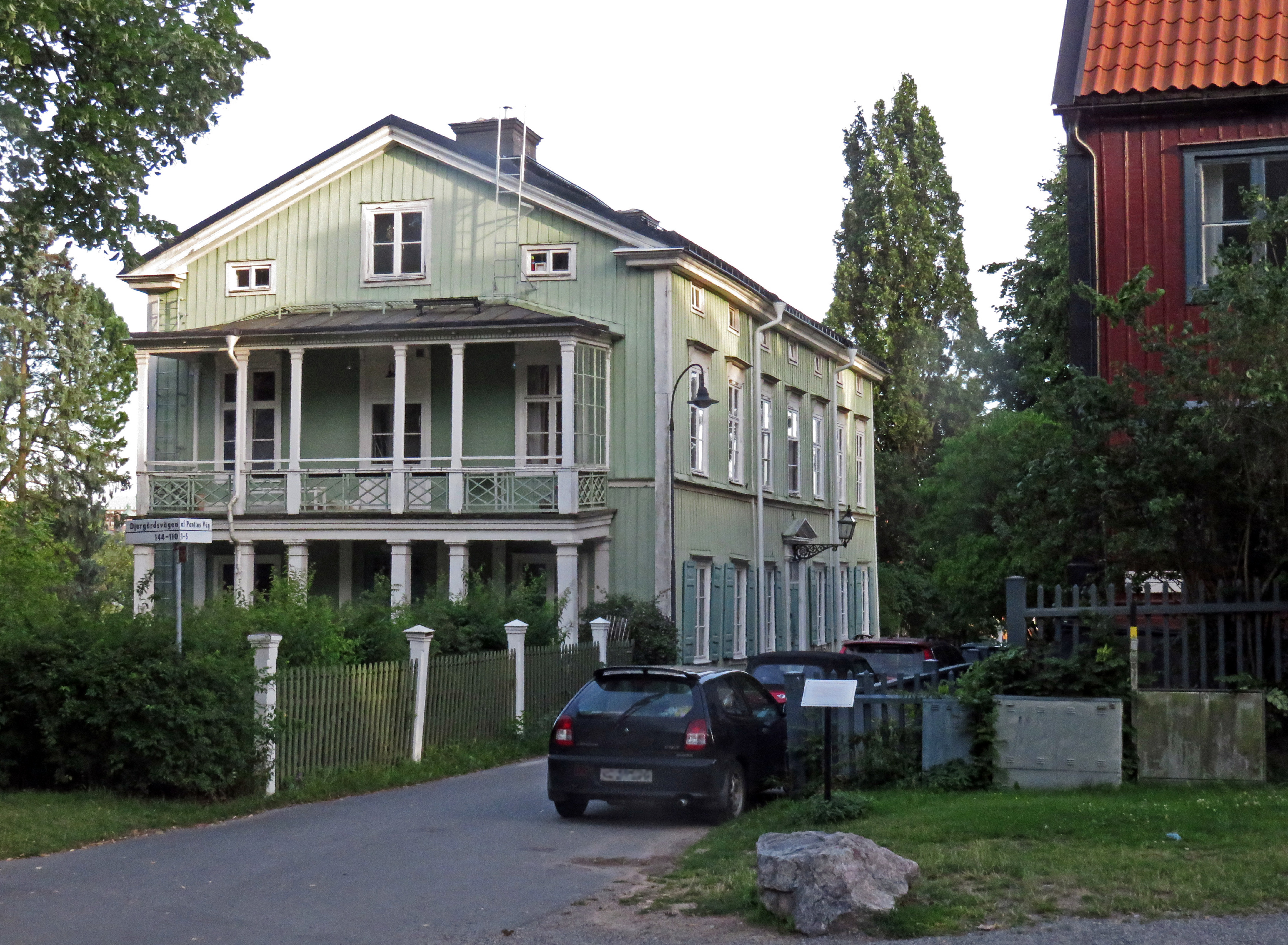
Stora Rosenvik, af Pontins väg nr 1.

af Pontins väg är en gata på Djurgården i Stockholm som fick sitt nuvarande namn 1954.

## Beskrivning

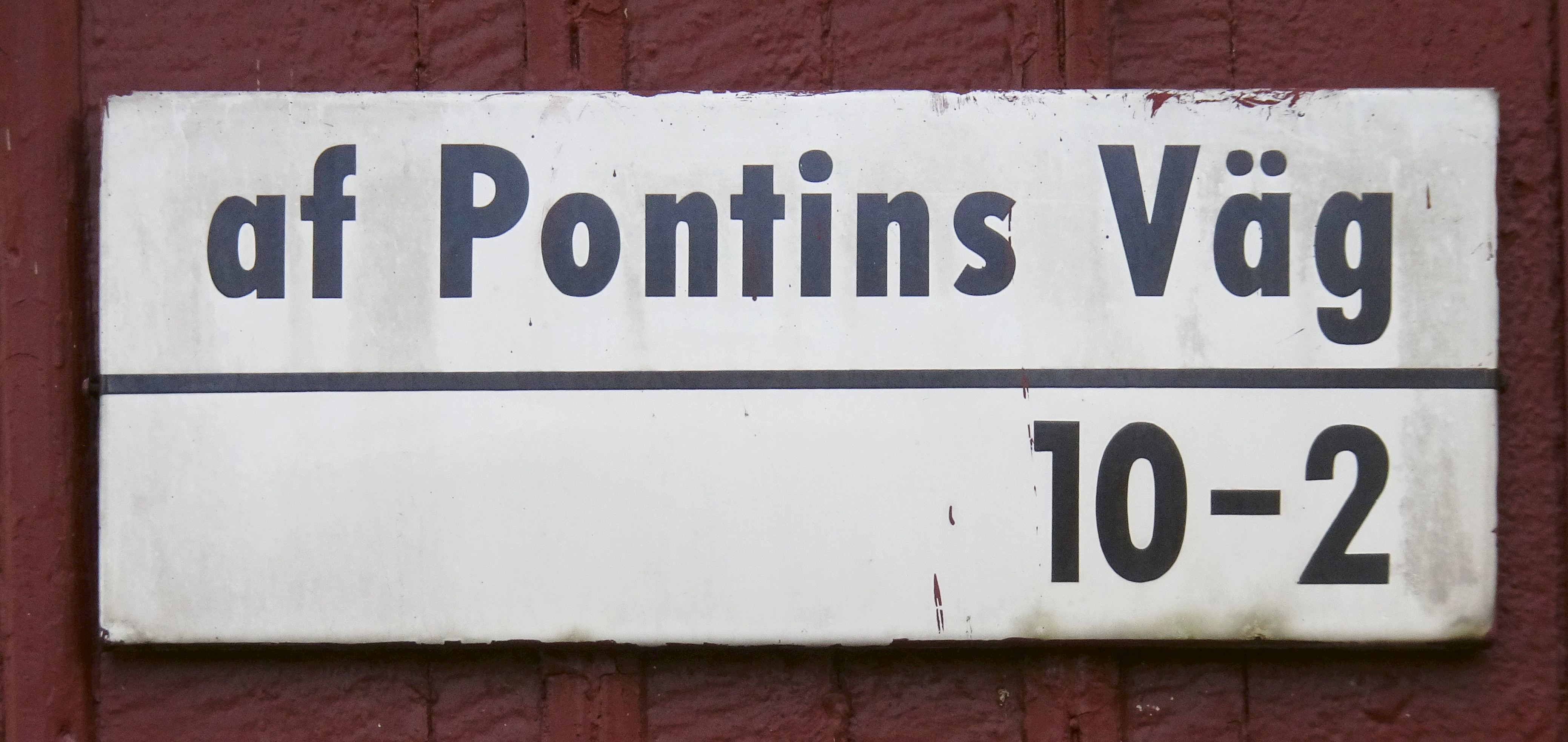

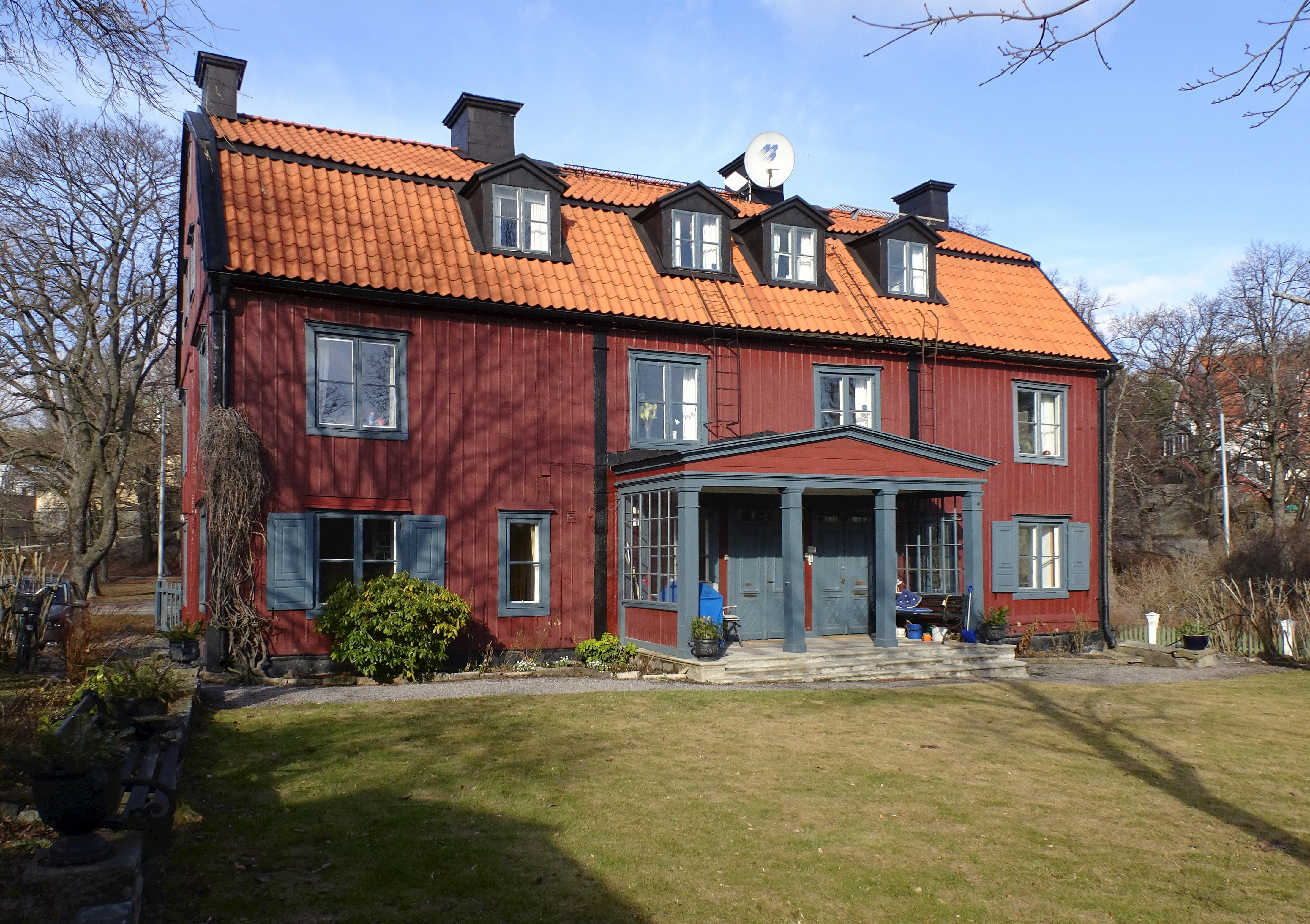
Rosenvik, af Pontins väg nr 1.

Gatan ligger i området Rosenvik och sträcker sig från Djurgårdsvägen i norr till Sjöfartsverkets Djurgårdsanläggning i söder. Gatan är uppkallad efter livmedikus Magnus Martin af Pontin. Här blev i början av 1800-talet ägare av en tomt som han 1828 lät bebygga med ett av arkitekt Fredrik Bloms flyttbara trähus. Af Pontin kallade stället Stora Rosenvik. Huset hade förtillverkats i trakten av Härnösand och sedan uppförts på mindre än en månad på sin nuvarande plats. Den grönmålade byggnaden finns fortfarande kvar och ligger vid den efter byggherren uppkallade af Pontins väg nr 1. Huset är blåklassat av Stadsmuseet i Stockholm, vilket innebär att bebyggelsens kulturhistoriska värde av stadsmuseet anses motsvara fordringarna för byggnadsminnen i Kulturmiljölagen.
Äldsta byggnaden vid gatan är en rödmålad trävilla i hörnet Af Pontins väg 2 / Djurgårdsslätten 108. Huset byggdes i början av 1760-talet. Under 1900-talets början ägdes stället av professorn i patologisk anatomi, Folke Henschen och hans hustru Signe, född Thiel. Hon hade fått huset i bröllopsgåva av sin far bankmannen Ernest Thiel. Även det huset är blåklassat av Stadsmuseet.
Vid af Pontins vägs södra slut återfinns byggnader och hamn som disponerades av Sjöfartsverket. Anläggningen uppfördes under första världskriget och början av 1920-talet och ritades av arkitekten Sigge Cronstedt.

## Bilder

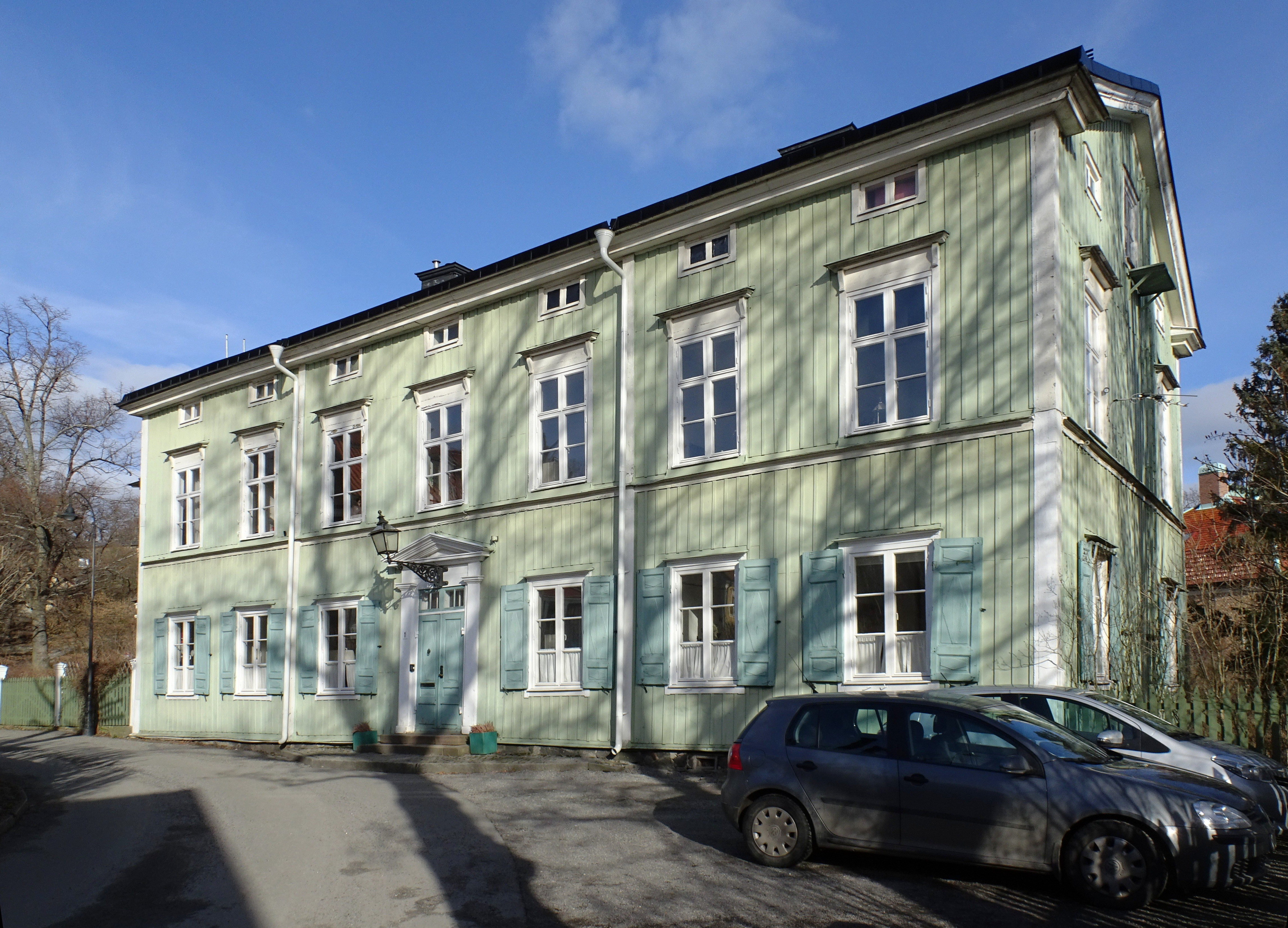
Stora Rosenvik.
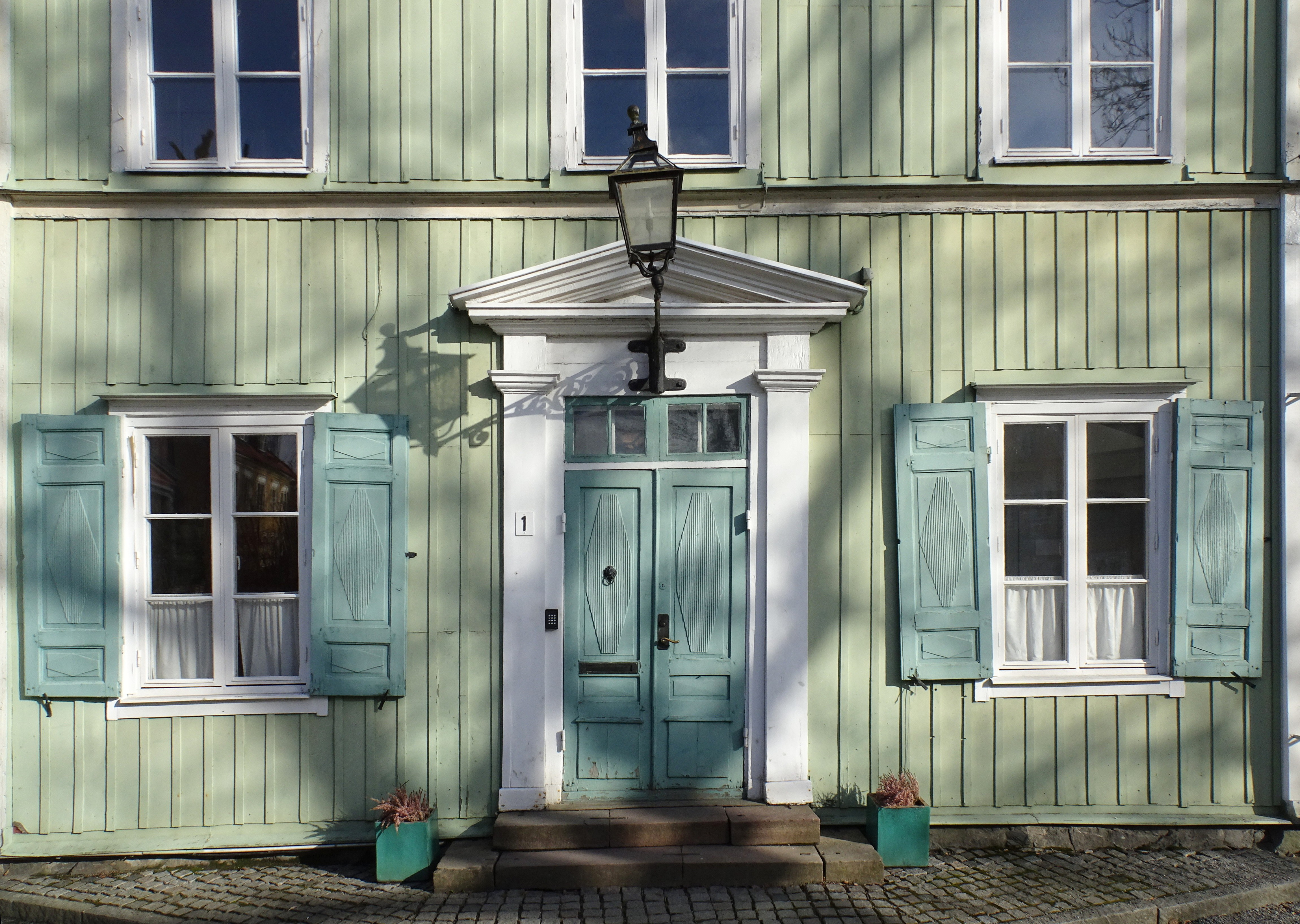
Entré till Stora Rosenvik.
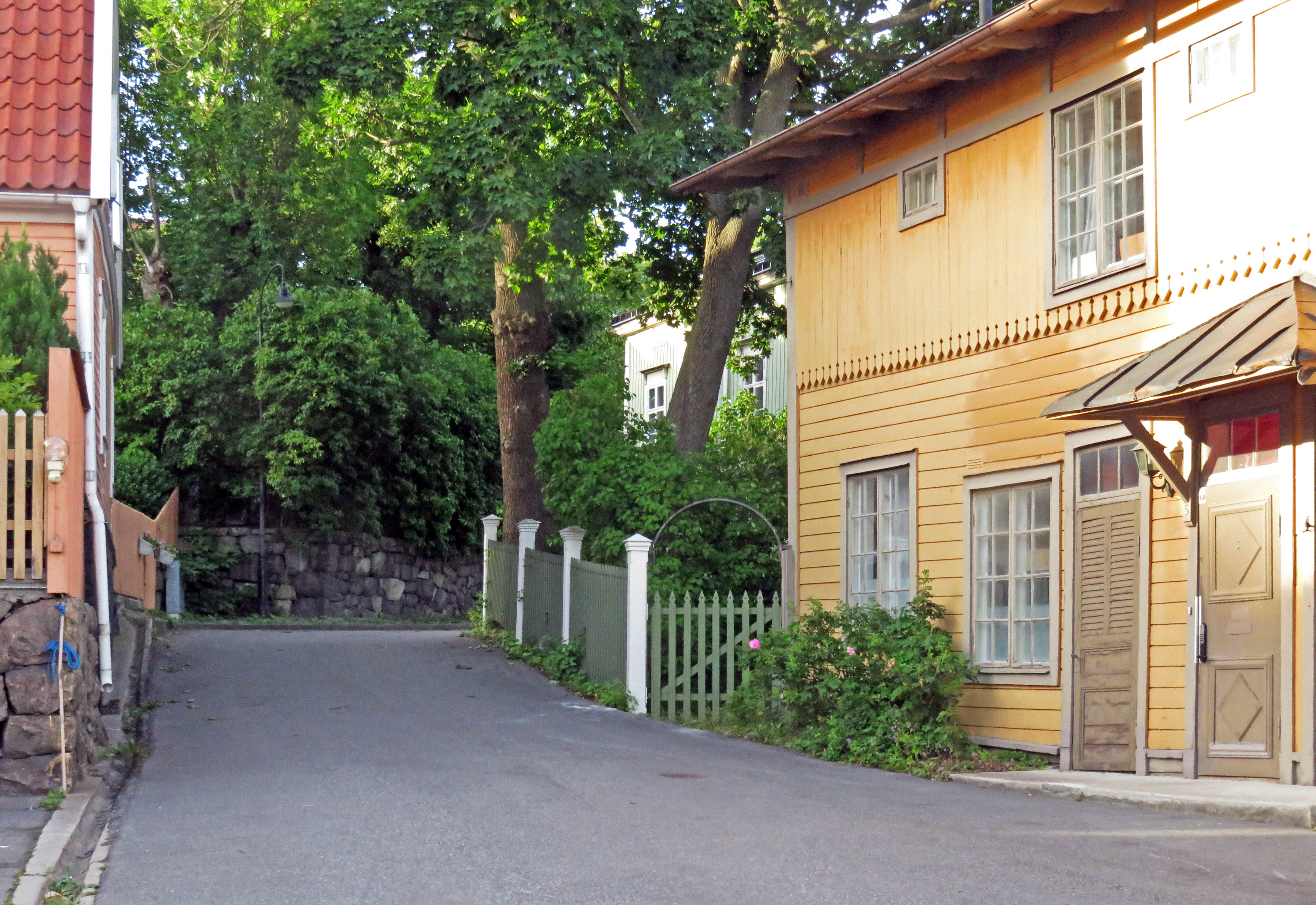
Af Pontins väg nr 5, vy mot norr.
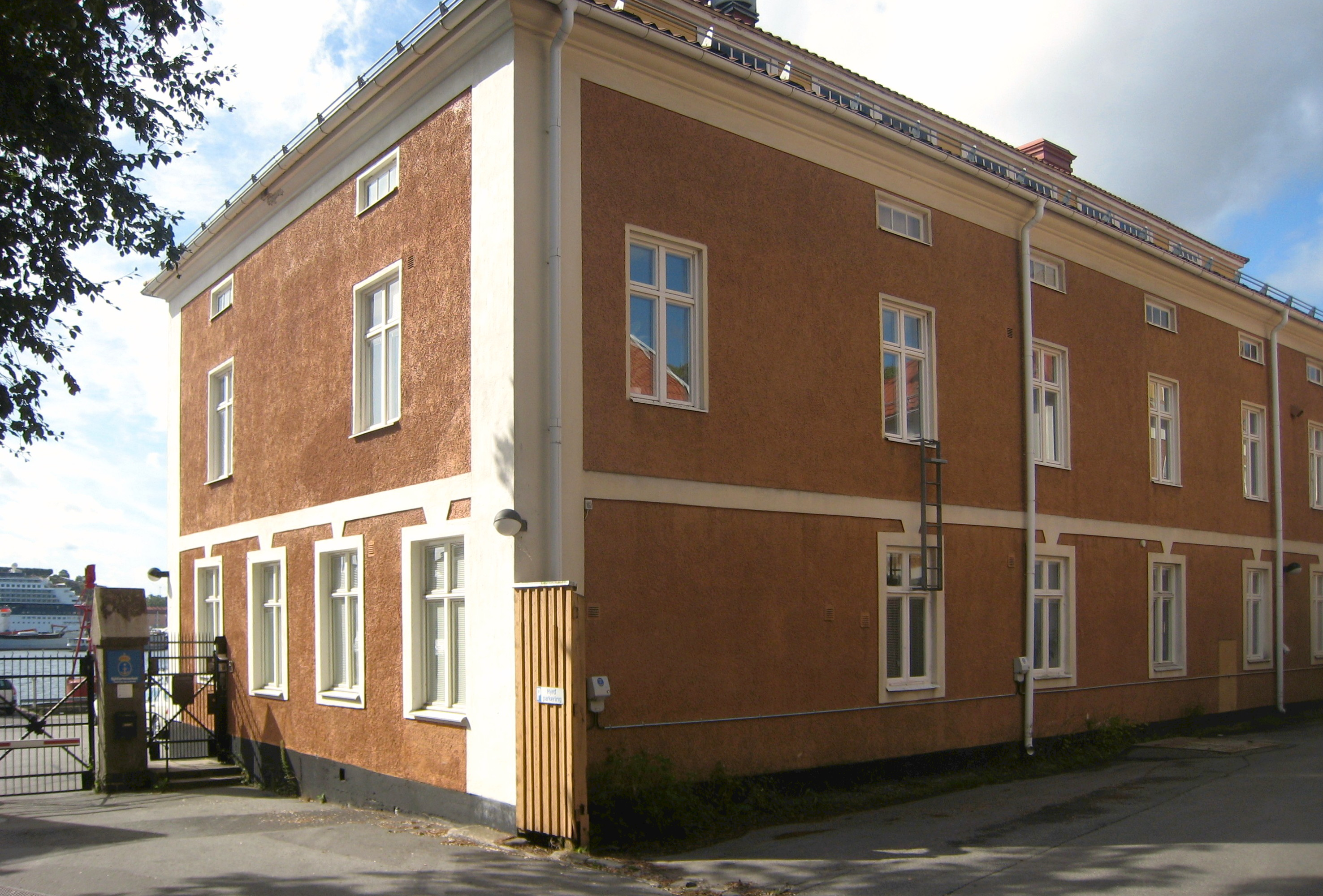
Entré till Sjöfartsverkets område.